# Dance the Night
"Dance the Night" is een nummer van de Britse Albanese zangeres Dua Lipa uit Barbie: The Album, de soundtrack van de film Barbie (2023). Lipa en Caroline Ailin schreven het met de producers Andrew Wyatt en Mark Ronson, en de Picard Brothers droegen ook bij aan de productie. Atlantic en Warner Records brachten het op 25 mei 2023 uit als de eerste single van de officiële soundtrack. "Dance the Night", een disconummer met cello, viool, altviool, strijkers en bas, gaat over de hele nacht dansen ondanks het triest zijn. De release ging vergezeld van een videoclip met een gastoptreden van Barbie- regisseur Greta Gerwig. Het nummer piekte op de eerste plaats in de UK Singles Chart. Het werd haar 13e top tien single in haar thuisland. In België werd ook een nummer 1-positie behaald, haar vijfde toppositie na Be the One, New Rules, One Kiss en Fever.

## Achtergrond en release
In april 2023 werd aangekondigd dat Dua Lipa zich had aangesloten bij de cast van Greta Gerwigs aankomende fantasiekomedie Barbie. Ze nam muziek op voor de soundtrack van de film, Barbie: The Album. Op 22 mei 2023 kondigde Lipa aan dat de eerste single, "Dance the Night", op 26 mei zou worden uitgebracht. Dit was haar eerste solo single sinds de afsluiting van haar albumreleasecyclus Future Nostalgia (2020). 

## Videoclip
De begeleidende videoclip voor "Dance the Night" werd naast het nummer uitgebracht. Het bevat een gastoptreden van Barbie- regisseur Greta Gerwig en fragmenten uit de film met Margot Robbie, Issa Rae, Emma Mackey en andere castleden. De video heeft een roze set en Lipa leert er nieuwe choreografie in nadat ze ontdekt dat een discobal die voor de shoot was besteld, op de grond is ingestort. Ze danst bovenop een enorme Barbie-hak, en de cameo's vinden plaats tijdens een discofeest, waarna Gerwig haar regisseursstoel verlaat om Lipa's optreden te prijzen en de gebeurtenissen die hebben geleid tot de vernietiging van de discobal in twijfel te trekken. Fans op Twitter concludeerden dat de kapotgeslagen discobal het einde betekende van Lipa's Future Nostalgia-tijdperk; de theorie werd bevestigd door Ronson in een interview met Vulture. 

## Prijzen en nominaties
Het wereldwijde succes van de single zorgde ook voor enkele nominaties bij verschillende award shows: Dance the Night won de Spaanse muziekprijs Los40 Music Award voor Beste internationale hit. Verder werd het nummer ook genomineerd voor een Brit Award, een Golden Globe en voor twee Grammy's waaronder voor Song of the Year.

## Hitlijsten

### Nederlandse Top 40
| Positie: | 28 | 22 | 19 | 17 | 13 | 15 | 18 | 19 | 10 | 6  | 2   | 2 | 2 | 2 |
| Week:    | 15 | 16 | 17 | 18 | 19 | 20 | 21 | 22 | 23 | 24 |     |   |   |   |
| Positie: | 1  | 1  | 1  | 1  | 7  | 14 | 20 | 27 | 38 | 40 | uit |   |   |   |

### NederlandseSingle Top 100
| Positie: | 61 | 45 | 39 | 39 | 46 | 40 | 40 | 34 | 11 | 7   | 7  | 5  | 4  | 4  | 5  | 6   | 9 | 9 |
| Week:    | 19 | 20 | 21 | 22 | 23 | 24 | 25 | 26 | 27 |     | 28 | 29 | 30 | 31 | 32 |     |   |   |
| Positie: | 12 | 14 | 13 | 15 | 19 | 26 | 32 | 41 | 79 | uit | 52 | 65 | 73 | 81 | 89 | uit |   |   |

### Ultratop 50 Vlaanderen
| Positie: | 9  | 8  | 8  | 8  | 6  | 6  | 8  | 5  | 4  | 3  | 1  | 3  | 2  | 3  | 3  | 3  | 2  | 3   | 4 |
| Week:    | 20 | 21 | 22 | 23 | 24 | 25 | 26 | 27 | 28 | 29 | 30 | 31 | 32 | 33 | 34 | 35 | 36 |     |   |
| Positie: | 1  | 6  | 7  | 5  | 2  | 18 | 25 | 24 | 12 | 19 | 26 | 39 | 19 | 30 | 39 | 43 | 48 | uit |   |